# Museo Lítico de Pukara
El Museo Lítico de Pukara es un museo arqueológico ubicado en Pucará, departamento de Puno en Perú.
La colección está dedicada a un conjunto de monolitos y esculturas líticas de la cultura Pucará. Asimismo cuenta con una colección de cerámicas.
Se han clasificados en tres grupos: monolitos, estelas y esculturas zoomorfas. Entre los objetos exhibidos se encuentra La estela de la lluvia o del rayo de 2 metros de alto, El monolito de piedra Degollador o Hatun Ñakaj y El Devorador.